# (10799) Yucatán
(10799) Yucatán, désignation internationale (10799) Yucatan, est un astéroïde de la ceinture principale.

## Description
(10799) Yucatan est un astéroïde de la ceinture principale. Il fut découvert le 26 juillet 1992 à La Silla par Eric Walter Elst. Il présente une orbite caractérisée par un demi-grand axe de 2,46 UA, une excentricité de 0,19 et une inclinaison de 4,6° par rapport à l'écliptique.

## Compléments